# Florian Wellbrock
Florian Wellbrock, né le 19 août 1997 à Brême, est un nageur allemand, spécialisé dans la nage libre et la nage en eau libre.

## Biographie
Florian Wellbrock est au club de natation SC Magdebourg depuis 2015.
Il s'aligne sur le 1500 mètres nage libre aux Jeux olympiques d'été de 2016 et finit 32e de la compétition avec un temps de 15 min 23 s 88.
Le 16 juin 2018, il remporte une étape de la Coupe du monde de marathon FINA à Balatonfüred, en Hongrie.
Le 16 juillet 2019, Wellbrock remporte la médaille d'or du 10 km en eau libre lors des Championnats du monde de natation à Gwangju, en Corée du Sud en 1 h 47 min 55 s 90.
Il remporte aux Jeux olympiques d'été de 2020 à Tokyo la médaille d'or du 10 km en eau libre.
En décembre 2021, il remporte le titre mondial sur 1 500 mètres nage libre lors des Championnats du monde en petit bassin à Abou Dabi.
En juillet 2023, Wellbrock remporte le titre mondial du 10 km en eau libre lors des Mondiaux de Fukuoka. Il devance de plus de 18 secondes le Hongrois Kristóf Rasovszky.

## Palmarès

### Jeux olympiques
- Jeux olympiques d'été de 2020 à Tokyo ( Japon) :
  -  Médaille d'or sur 10 km eau libre
  -  Médaille de bronze sur 1 500 m nage libre

### Championnats du monde
- Championnats du monde 2019 à Gwangju ( Corée du Sud) :
  -  Médaille d'or du 10 km en eau libre
  -  Médaille d'or du 1 500 m nage libre

- Championnats du monde 2022 à Budapest ( Hongrie) :
  -  Médaille d'or du 5 km en eau libre
  -  Médaille d'or du relais mixte 4 x 1500m en eau libre avec Lea Boy, Oliver Klemet et Leonie Beck.
  -  Médaille d'argent du 800 m nage libre
  -  Médaille de bronze du 1 500 m nage libre
  -  Médaille de bronze du 10 km en eau libre

- Championnats du monde 2023 à Fukuoka ( Japon) :
  -  Médaille d'or du 5 km en eau libre
  -  Médaille d'or du 10 km en eau libre

- Championnats du monde 2024 à Doha ( Qatar) :
  -  Médaille d'argent du 1 500 m nage libre

- Championnats du monde 2025 à Singapour ( Singapour) :
  -  Médaille d'or du sprint à élimination directe 3 km en eau libre
  -  Médaille d'or du 5 km en eau libre
  -  Médaille d'or du 10 km en eau libre
  -  Médaille d'or du relais mixte 6 km en eau libre

### Championnats du monde en petit bassin
- Championnats du monde 2021 à Abou Dabi ( Émirats arabes unis) :
  -  Médaille d'or du 1 500 m nage libre.
- Championnats du monde 2024 à Budapest :
  -  Médaille d'argent du 800 m nage libre.
  -  Médaille d'argent du 1 500 m nage libre.

### Championnats d'Europe
- Championnats d'Europe 2018 à Glasgow ( Royaume-Uni) :
  -  Médaille d'or sur 1 500 m nage libre
  -  Médaille d'argent du 5 km par équipe mixte en eau libre
  -  Médaille de bronze sur 800 m nage libre

- Championnats d'Europe 2020 à Budapest ( Hongrie) :
  -  Médaille d'argent du 5 km par équipe mixte en eau libre avec Lea Boy, Rob Muffels et Leonie Beck.
  -  Médaille de bronze du 10 km en eau libre

### Championnats d'Europe en petit bassin
- Championnats d'Europe 2021 à Kazan ( Russie) :
  -  Médaille de bronze du 1 500 m nage libre
  -  Médaille d'argent du 800 m nage libre